# 노안중학교
노안중학교(老安中學校)는 대한민국 전라남도 나주시 노안면 금동리에 있는 공립 중학교이다.

## 학교 연혁
- 1983년 12월 29일 : 노안중학교(15학급) 설립 인가
- 1984년 3월 26일 : 노안중학교 개교
- 2025년 1월 8일 : 제41회 10명 졸업(졸업생 총수 2,900명)
- 2025년 3월 1일 : 제15대 박성욱 교장 부임

## 참고 자료
- 노안중학교 - 한국교육학술정보원 학교알리미